# Lány na Důlku

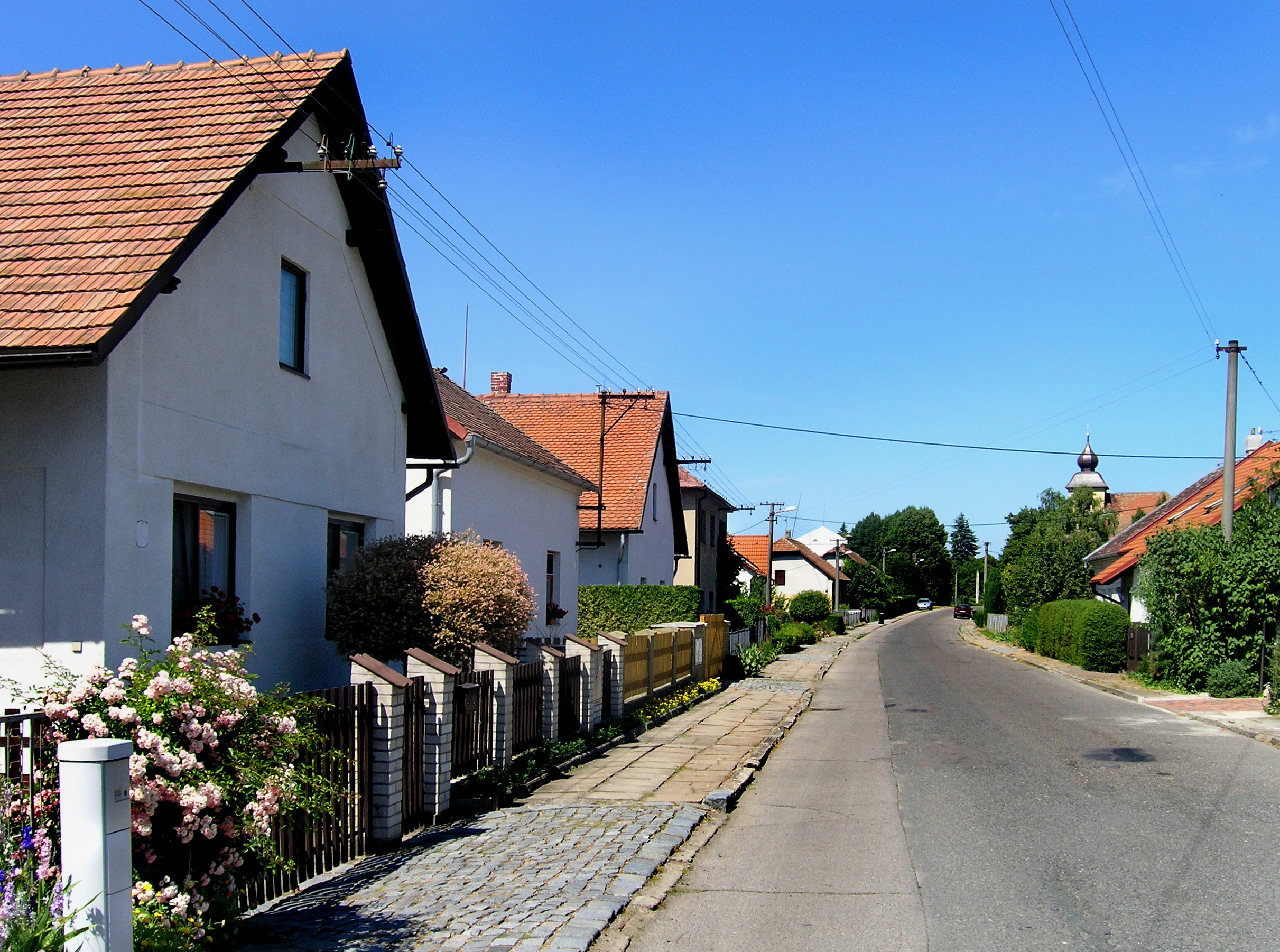
Häuser an der Straße nach Kokešov

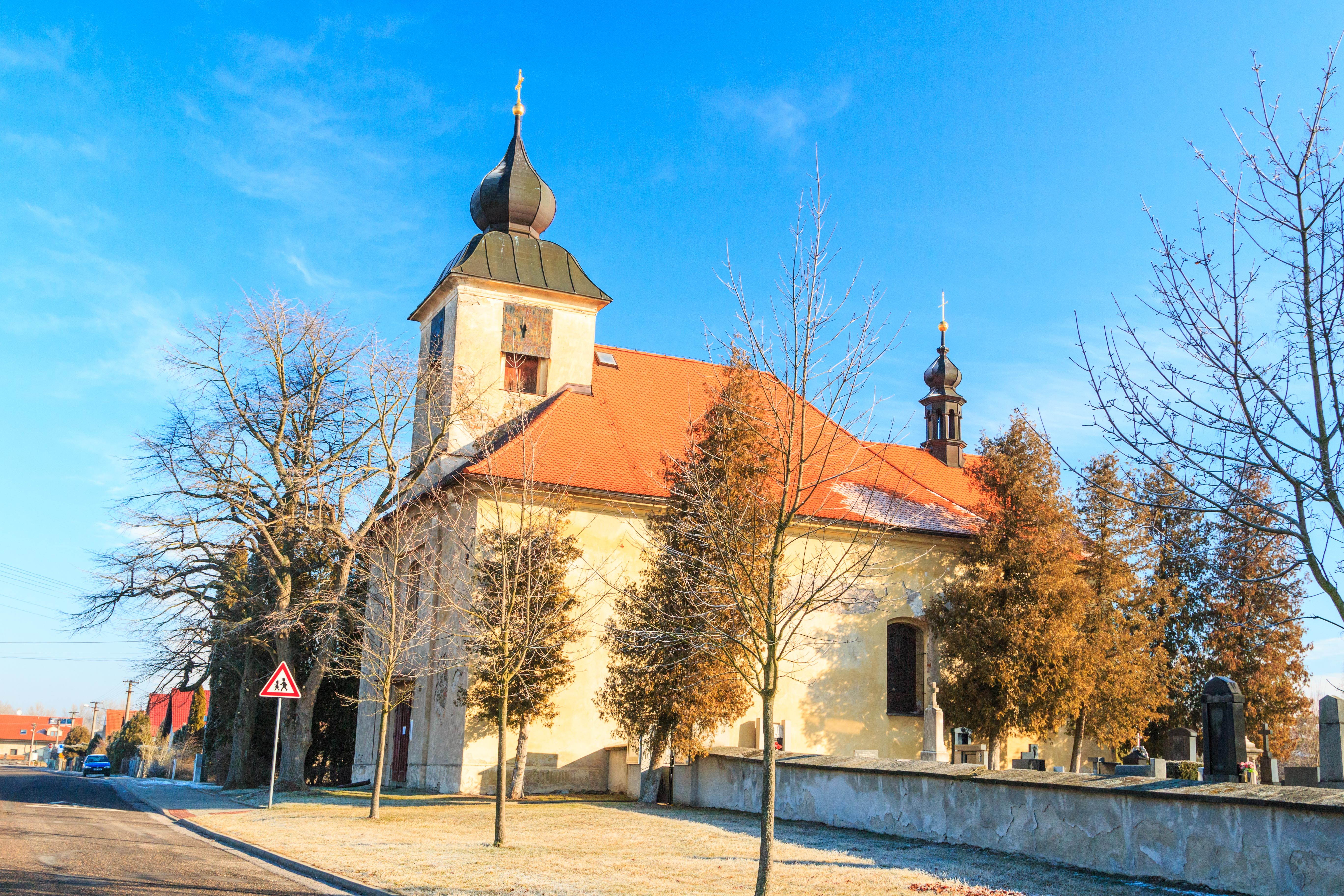
Kirche des hl. Johannes von Nepomuk

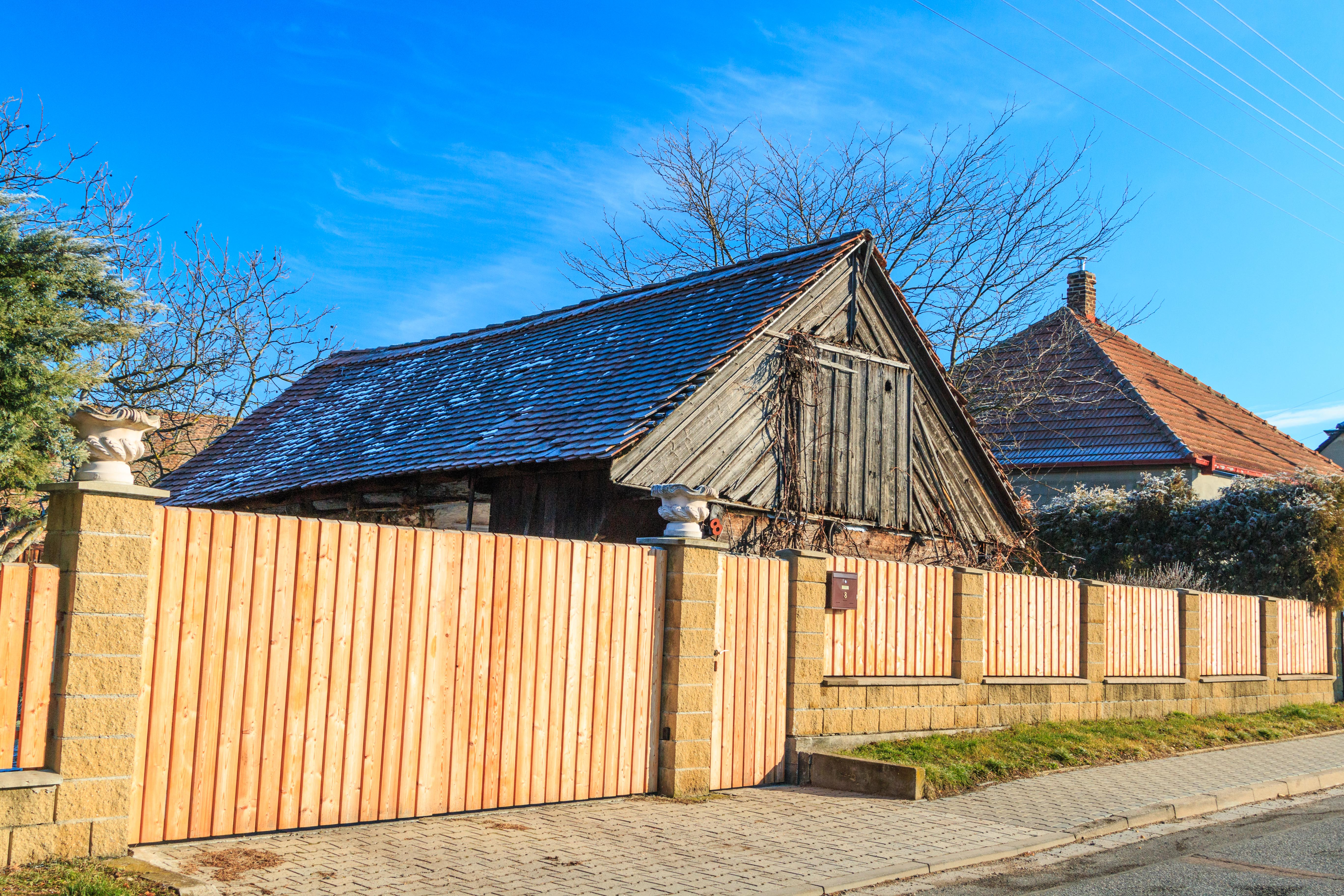
Historischer Speicher beim Haus Nr. 8

Lány na Důlku (deutsch Lan ob Gruben, auch Lan ob der Gruben, 1939–45 Lahn ob der Gruben) ist ein Ortsteil der Stadt Pardubice im Okres Pardubice, Tschechien. Er liegt acht Kilometer westlich des Stadtzentrums von Pardubice und gehört zum Stadtteil Pardubice VI.

## Geographie
Das Hufendorf Lány na Důlku erstreckt sich auf einer Flussterrasse linksseitig der Elbe in der Polabská rovina (Elbniederung). Durch das Dorf fließt der Bach Lánský potok, östlich der Podolský potok. Südlich von Lány na Důlku verläuft die Bahnstrecke Česká Třebová–Praha, dort befindet sich auch der Bahnhaltepunkt Pardubice-Opočínek. Im Norden liegen rechtselbisch das Rückhaltebecken Lhotka und die Kläranlagen des Chemieunternehmens Synthesia, a.s., Pardubice; die dortigen Ortschaften Blatník und Blatníkovská Lhotka wurden zu Beginn der 1960er Jahre wegen des Ausbaus des Chemiekomplexes Semtín devastiert. Gegen Nordosten liegt die Schleuse Srnojedy, südwestlich das Umspannwerk Opočínek. Im südlichen Teil der Gemarkung befindet sich der Teich Crkáňský rybník.
Nachbarorte sind Černá u Bohdanče und Rybitví im Norden, Semtín im Nordosten, Krchleby und Srnojedy im Osten, Popkovice im Südosten, Staré Čívice, Kokešov, Barchov und Bezděkov im Süden, Veselí, Lepějovice und Valy im Südwesten, Opočínek und Naháji im Westen sowie Živanice im Nordwesten.

## Geschichte
Erstmals schriftlich erwähnt wurde das zum Gut Jezbořice gehörige Dorf Lány na Důlku im Jahre 1337 als Besitz des Bistums Olmütz. Der Namenszusatz na Důlku leitet sich von einer in der Mitte des Dorfes befindlichen Vertiefung her. 
Im Jahre 1441 verkaufte Bischof Paul von Miličin und Talmberg das bis dahin im Besitz von Jindřich Lacenbok von Chlum befindliche Gut Jezbořice mit den Dörfern Bezděkov, Barchov, Opočen (Nahájí), Opočeň Malý, Lány na Důlku und Crkaň an Mikoláš Bochovec von Bochov. Dieser teilte das Gut unter seinen Söhnen auf; Štěpán erhielt Jezbořice, sein Bruder Zbyněk die übrigen Dörfer. Zbyněk Bochovec von Bochov, der seit 1467 alleiniger Besitzer des Gutes Jezbořice war, trat 1488 seine Rechte an Heinrich von Münsterberg ab. Dieser verpfändete das gesamte Gut auf drei Jahre an Václav Žehušický von Nestajov. Das südwestlich von Lány gelegene Dorf Crkaň wurde dabei als wüst bezeichnet; wahrscheinlich war es während des Böhmisch-ungarischen Krieges erloschen. Mit Billigung durch den böhmischen König Ladislaus Jagiello löste Wilhelm von Pernstein 1492 sämtliche verpfändeten Güter aus. Die Dörfer des Gutes Jezbořice schlug er seiner Herrschaft Pardubitz zu. Wilhelm von Pernstein ließ auf Crkaňer Fluren am Lánský potok den Teich Crkáňský rybník anlegen. Jaroslav von Pernstein verkaufte die Herrschaft Pardubitz im Jahre 1560 an König Ferdinand I. König Rudolf II. ließ die Herrschaft 1588 durch ein System von 24 Rychta (Scholtiseien) neu organisieren; der Rychtář in Jezbořice übte die niedere Gerichtsbarkeit für Lány na Důlku aus. 
Am 6. Oktober 1787 wurde durch den Religionsfonds eine Lokalie gestiftet und bereits am 8. November desselben Jahres eine hölzerne Kirche geweiht. Diese kam am 17. Mai 1798 bei einem Sturm zum Einsturz. Anschließend fanden die Gottesdienste in der Schule statt, im Jahre 1802 erfolgte die Weihe einer neuen steinernen Kirche.
Im Jahre 1835 bestand das im Chrudimer Kreis an der Straße nach Přelautsch gelegene Dorf Lan ob (der) Gruben bzw. Lany na Dulku, auch Dlauhý Lany genannt, aus 38 Häusern, in denen 254 Personen, darunter eine jüdische Familie, lebten. Unter dem Patronat des Religionsfonds standen die Lokalkirche zum hl. Johannes von Nepomuk und das Lokalistenhaus, unter kaiserlichem Patronat die Schule. Östlich lagen die Teiche Hluboky (Hluboký rybník) und Twrzy (Zámecký rybník). Lan ob Gruben war Pfarrort für Krchleb, Srnoged, Opotschinek, Čiwitz und Bezdiekow. Am 14. März 1841 wurde ein neues Schulhaus eingeweiht. Zwischen 1842 und 1845 wurde südlich des Dorfes die k.k. Nördliche Staatsbahn angelegt. Bis zur Mitte des 19. Jahrhunderts blieb Lan ob Gruben der k.k. Kameralherrschaft Pardubitz untertänig.
Nach der Aufhebung der Patrimonialherrschaften bildete Lány na Důlku ab 1849 mit dem Ortsteil Krchleby eine Gemeinde im Gerichtsbezirk Pardubitz. Neben der Kirche wurde 1855 ein neues Pfarrhaus gebaut. Ab 1868 gehörte die Gemeinde zum Bezirk Pardubitz. 1869 hatte Lány na Důlku (mit Krchleby) 409 Einwohner und bestand aus 55 Häusern. Im Jahre 1890 hatte die Gemeinde 459 Einwohner, davon 401 in Lány na Důlku (46 Häuser) und 58 in Lány na Důlku (8 Häuser). Im Jahre 1900 lebten in Lány na Důlku und Krchleby 426 Menschen, 1910 waren es 577. 1930 bestand die Gemeinde aus 90 Häusern und hatte 575 Einwohner. Der Friedhof wurde in den Jahren 1943–1944 nach Plänen des Architekten Karel Řepa umgestaltet. Krchleby verlor 1948 den Status eines Ortsteils. 1949 wurde Lány na Důlku dem Okres Pardubice-okolí zugeordnet; dieser wurde im Zuge der Gebietsreform von 1960 aufgehoben, seitdem gehört die Gemeinde wieder zum Okres Pardubice. Am 1. Juli 1964 erfolgte die Eingemeindung von Opočínek und Srnojedy. 1978 wurde ein Kindergarten mit 35 Plätzen eröffnet. Im Jahre 1980 erfolgte der Bau einer Kanalisation. Mit Beginn des Jahres 1986 wurde Lány na Důlku nach Pardubice eingemeindet. 1992 wurde das Dorf dem 6. Stadtbezirk zugeordnet. Beim Zensus von 2001 bestand Lány na Důlku aus 122 Häusern und hatte 330 Einwohner.

## Ortsgliederung
Der Ortsteil Lány na Důlku bildet einen Katastralbezirk. Zu Lány na Důlku gehört die Ansiedlung Krchleby (Krchleb).

## Sehenswürdigkeiten
- Kirche des hl. Johannes von Nepomuk, geweiht 1802 an der Stelle eines 1798 eingestürzten hölzernen Vorgängerbaus. Die beiden größeren Glocken waren Geschenke aus dem aufgehobenen Pardubitzer Minoritenkloster und der Kirche zur Schmerzhaften Mutter Gottes, die dritte Glocke beschafften die Eingepfarrten auf eigene Kosten. Das Interieur ist im Rokokostil. Seit 2003 ist die Kirche ein Kulturdenkmal.[4] Sie ist von einem Friedhof umgeben.
- Gedenkstätte für die 12 Opfer des Todestransportes vom Januar 1945, auf dem Friedhof
- Gedenkstein für die Gefallenen des Ersten Weltkrieges und des RAF-Piloten Karel Šimon, vor der Schule, enthüllt 1938
- Historischer Speicher beim Haus Nr. 8
- Steinernes Kreuz an der Straße nach Kokešov